# Peter Friedrich Wallreuther

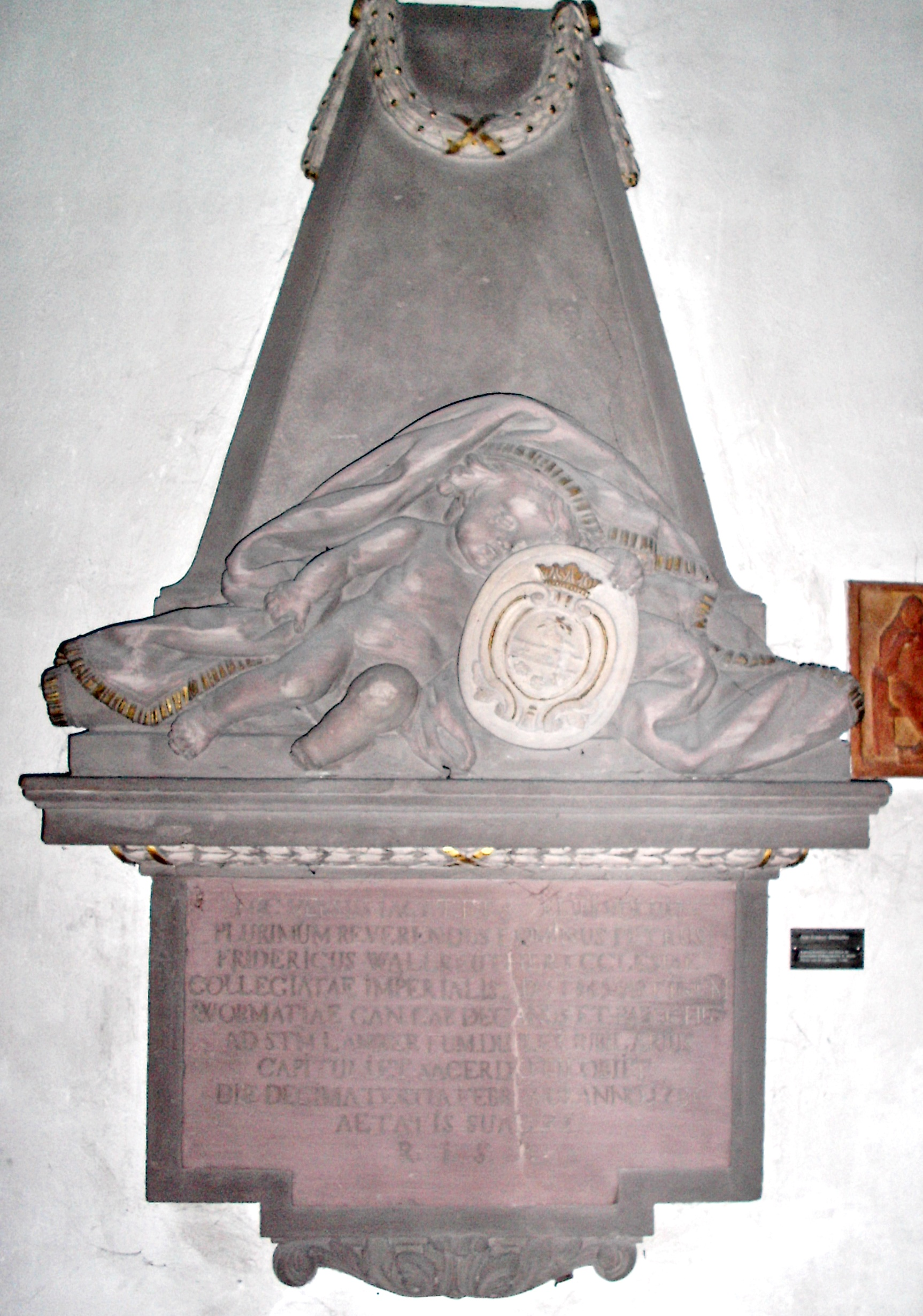
Epitaph von Stiftsdekan Peter Friedrich Wallreuther, Martinskirche (Worms)

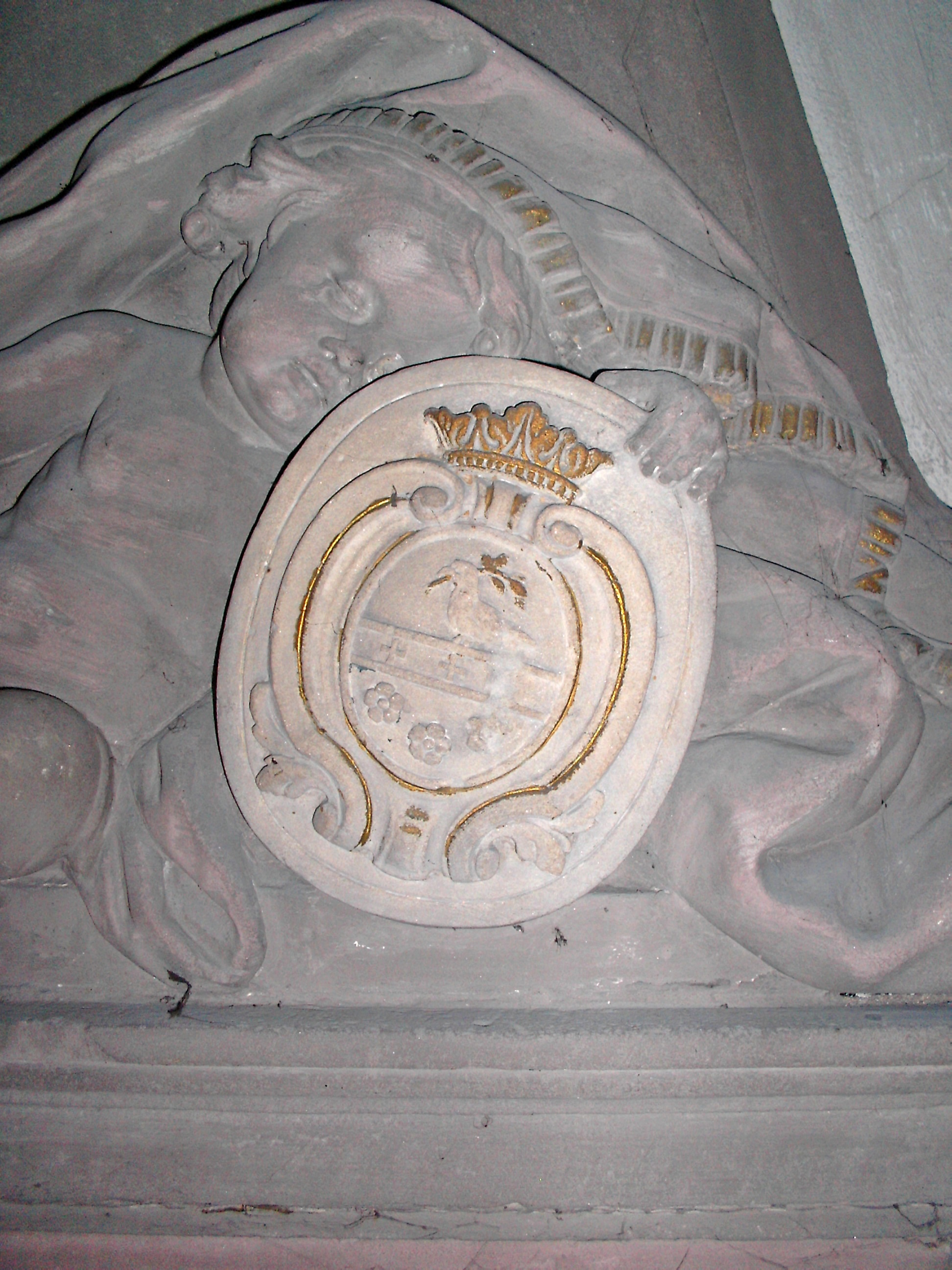
Wappen von Stiftsdekan Peter Friedrich Wallreuther (Detail vom Epitaph)

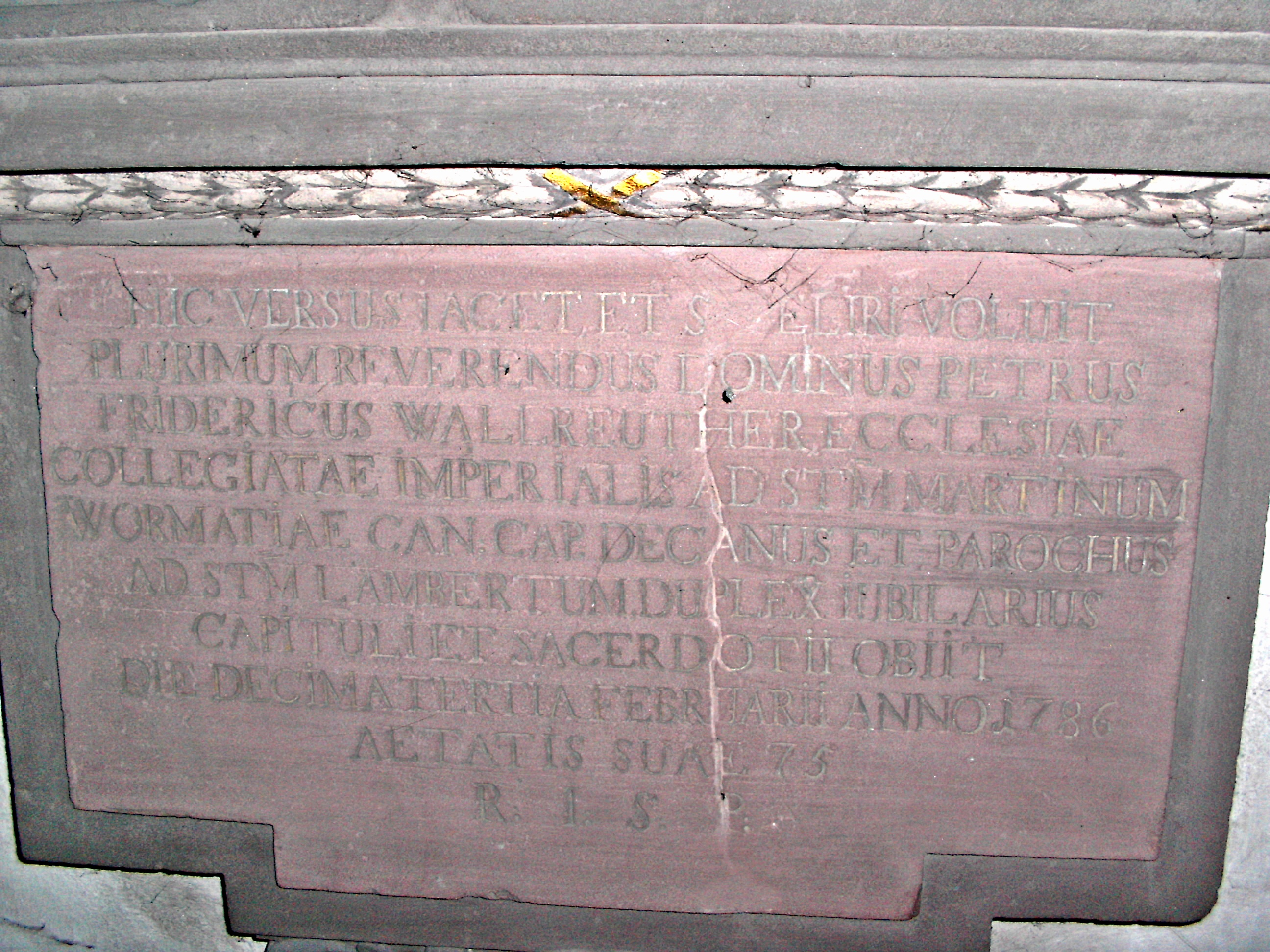
Grabinschrift, Stiftsdekan Peter Friedrich Wallreuther (Detail vom Epitaph)

Peter Friedrich Wallreuther (* 1712 in Worms-Herrnsheim; † 13. Februar 1786, in Worms) war katholischer Priester, Stiftsherr und Dekan (Oberhaupt) des Martinsstiftes Worms.

## Herkunft
Die Wallreuther waren eine Bürgersfamilie aus Kiedrich im Rheingau, wo der Großvater Johann Matthäus Wallreuther als Kurmainzer Oberschultheiß amtierte.
Peter Friedrich Wallreuther war der Sohn von Johann Christoph Wallreuther aus Kiedrich und Anna Amalia Kieser aus Worms. Beide heirateten dort 1710; Anna Amalia Kiesers Vater war Hofküfer des Wormser Bischofs und Johann Christoph Wallreuthers Bruder Johann Anton Wallreuther (1673–1734) lebte als Geistlicher im Bistum Worms, ab 1731 fungierte er als Weihbischof. Der Großonkel Michael Schnock († 1727) stand als Abt dem Kloster Eberbach vor.

## Leben und Wirken
Peter Friedrich Wallreuther studierte Theologie an der Universität Heidelberg, wo er 1731 in den Matrikeln erscheint.
Er erhielt die Priesterweihe vor dem Jahr 1734, da er im Mainzer Hofkalender von 1784 bereits als Jubelpriester aufgeführt ist, also schon mindestens 50 Jahre geweiht war.
Wallreuther wurde Kanoniker am Martinsstift Worms und fungierte von 1776 bis zu seinem Tod, 1786, als dortiger Dekan. Der Dekan war das Oberhaupt dieses Kollegiatstiftes. Laut Grabinschrift war er auch Pfarrer der dem Stift inkorporierten Lambertuspfarrei.
Man bestattete ihn in der Stiftskirche St. Martin zu Worms, wo sich sein aufwändiger Epitaph bis heute erhalten hat. Das darauf abgebildete Wappen trägt eine fünfzackige Adelskrone, so dass Dekan Wallreuther bzw. seine Familie vermutlich geadelt worden war.

## Verwandte
Der ältere Bruder von Peter Friedrich Wallreuther war Michael Anton Wallreuther  (* 1711),  Kanzler der weltlichen Regierung des Hochstifts Worms. Dessen beide Söhne Peter Friedrich (1744–1814)  und Philipp Franz Ignaz (1751–1811) wurden ebenfalls Priester. Ersterer war von 1782 bis 1802 der letzte Dekan des Wormser Liebfrauenstiftes, Philipp Franz Ignaz wirkte als Kantor am Paulusstift.